# Conference on Automated Deduction
International Conference on Automated Deduction (CADE) – konferencja na temat automatycznego dowodzenia twierdzeń. Jest organizowana od 1975 roku co rok lub dwa lata, gromadząc zazwyczaj ok. 100 uczestników.
Prekursorem cyklu tych konferencji było Symposium on Automatic Demonstration z 1968 ("CADE-0"), którego organizatorami byli Marcel-Paul Schützenberger, Daniel Lacombe i Louis Nolin. Sympozjum to miało miejsce w nowo utworzonym Institut de recherche en informatique et en automatique, przekształconym później w Institut national de recherche en informatique et en automatique (Inria). 
Nazwa Conference on Automated Deduction i skrót CADE zostały użyte po raz pierwszy w odniesieniu do konferencji z 1980 roku, jednak ze względu na to, że cztery poprzednie wydarzenia (w latach 1977 i 1979 pod nazwą Workshop on Automated Deduction) organizowało to samo środowisko naukowe, przyjęto, że pierwszą konferencją cyklu ("CADE-1") jest IEEE Workshop on Automated Theorem Proving z 1975 roku (konferencję z 1980 uznano za CADE-5).
W 2001 organizatorzy CADE rozpoczęli współpracę z International Joint Conference on Automated Reasoning (IJCAR) i od 2003 w latach nieparzystych odbywają się CADE, a w parzystych IJCAR. W 2011 roku konferencja CADE-23 miała miejsce we Wrocławiu.
W czerwcu 2023 w Rzymie odbyła się CODE-29, na którą przyjechało 90 osób, a zaproszonymi prelegentami byli Jasmin Blanchette, Maribel Fernandez i Mateja Jamnik. CODE-30 ma się odbyć w 2025 w Stuttgarcie.
Na konferencji przyznaje się obecnie pięć nagród z których najstarszą i najważniejszą jest ustanowiona w 1992 roku Herbrand Award, przyznawana za wybitny wkład w automatyczne rozumowanie. Jedna z pozostałych nagród skierowana jest do studentów, jedna przyznawana za doktorat, a dwie za pracę przedstawioną na CADE.